# Landolphia flavidiflora
Espèce
Statut de conservation UICN

 VU B2ab(iii) : Vulnérable
Synonymes
- Aphanostylis flavidiflora (K.Schum.) Pierre[1]
- Carpodinus flavidiflora K.Schum.[1]
- Clitandra flavidiflora (K.Schum.) Hallier f.[1]

Landolphia flavidiflora  est une espèce de plantes à fleurs de la famille des Apocynaceae et du genre Landolphia, endémique du Cameroun.

## Description
Landolphia flavidiflora  est une grande plante grimpante, source de caoutchouc. Elle peut monter jusqu'à 35 m dans les arbres. Ses branches peuvent être de couleur brun-rouge à gris-vert.

## Localisation
Elle est considérée comme vulnérable car on ne la connaît que dans 7 endroits, son aire d’occupation est de 28 km2. Il y a un déclin continu de l’extension et de la qualité d’habitat de cette plante due à un nombre important de menaces : l’extension urbaine (Limbé, Yaoundé, Kumba), la pratique de la culture sur brûlis, la conversion de la forêt pour l’exploitation du bois et l’agriculture.

## Propriétés et utilisations
Landolphia flavidiflora  est parfois récoltée pour son latex.